# 蔣卓慶
蔣卓慶（1959年8月29日—），男，浙江慈溪人，中华人民共和国政治人物。在職大學學歷，管理學學士學位，高級經濟師，高級會計師。曾任上海市人民政府副市長、中共江蘇省委常委、省紀委書記、江苏省监察委员会主任，現任第十四届全国人大常委会委员。中共十九大代表，中共第十九届中央纪律检查委员会委员。

## 生平
蔣卓慶1977年9月參加工作，在上海市徐匯區向陽飲食店任職；1980年8月，在上海市財經學校財政專業學習；1982年9月，任上海市財政局企業財務二處辦事員，並先後升任主任科員、副處長及處長。1985年6月加入中國共產黨。1993年7月，任上海市財政局、市稅務局第一分局局長、黨組書記；1994年10月，任上海市財政局（市地稅局）副局長。
2002年12月起，蔣卓慶先後任上海市楊浦區委副書記、代區長、區長。任职期间他推进政务创新，在上海首开“区长在线”，与该区居民在网上交流。2006年8月，接替因上海社保基金挪用案被查處的祝均一，出任上海市勞動保障局局長、黨組書記；2008年2月，任上海市政府副秘書長；2010年6月起，兼任市財政局局長、黨組書記、市政府秘書長、辦公廳主任，市孫宋文管委主任；2013年7月，升任上海市副市長；2015年6月，兼任上海虹橋商務區管委會主任。任职副市长期间，由于他分管城建、住房、交通等领域，故他曾多次出现在“市长热线”、“夏令热线”，协助提高上海的城市管理水平。
2016年10月，蔣卓慶調任中共江蘇省委常委、省紀委書記。2018年1月，当选为新成立的江苏省监察委员会首任主任。2018年2月24日，当选为第十三届全国人大代表。
2019年12月，媒体披露蒋卓庆已返沪，出任上海市人大常委会党组书记。12月19日，上海市第十五届人大常委会第十六次会议表决通过虹口区第十六届人民代表大会常务委员会第二十八次会议补选蒋卓庆为上海市人大代表的代表资格的报告，确认其代表资格有效。2020年1月20日，当选上海市人大常委会主任。2023年1月15日，卸任上海市人大常委会主任职务。2023年3月，以2860票赞成、63票反对、16票弃权当选第十四届全国人大常委会委员、监察和司法委员会副主任委員